# الكمال الأزرق
الكمال الأزرق (باليابانية: パーフェクトブルー) هو فلم إثارة نفسية ورعب ياباني أخرجه ساتوشي كون وكتبه سادايوكي موراي مُقتبسًا من رواية تحمل نفس الاسم ليوشيكازو تاكوشي.

## القصة
قررت ميما كيريجو، وهي فنانة شعبية من مجموعة J-pop "CHAM!"، مغادرة المجموعة لتصبح ممثلة. مشروعها الأول هو مسلسل درامي مباشر إلى الفيديو يسمى "Double Bind". يشعر بعض معجبيها بالضيق بسبب تغييرها في الحياة المهنية والشخصية، وليس أقلها المطارد المعروف باسم "Me-Mania"، وهو رجل مخيف المظهر تم الكشف عن اسمه الحقيقي ليكون أوشيدا. بعد وقت قصير من مغادرتها CHAM !، تتلقى ميما فاكسًا مجهولاً يناديها بالخائن. تجد ميما موقعًا على الويب يسمى «غرفة ميما» يحتوي على إدخالات يومية عامة يبدو أنها كتبها من خلال مناقشة حياتها بتفصيل كبير. إنها تثق في مديرها رومي هيداكا بشأن الموقع. ومع ذلك، يُنصح بتجاهلها.
```
في هذه الأثناء، في مجموعة Double Bind ، نجحت Mima في الحصول على جزء أكبر. وافق المنتجون على منحها دورًا رائدًا. ومع ذلك، فهي ضحية اغتصاب في ناد للتعري. يحذر الرومي من أنه سوف يدمر سمعة ميما، لكن ميما تقبل الجزء طواعية. على الرغم من أنه من الواضح أن ميما غير حاسمة، فإن جو المشهد يصدمها بحيث تصبح غير قادرة بشكل متزايد على فصل الواقع عن الخيال. لم تعد قادرة على تمييز الحياة الواقعية عن عملها في مجال الأعمال الفنية.
```

```
تم قتل العديد من الأشخاص الذين شاركوا في ما يسمى «تشويه» سمعة ميما. تجد أدلة تجعلها تبدو المشتبه الرئيسي، ويجعلها عدم الاستقرار العقلي المتزايد يشك في براءتها. اتضح أن كاتب اليوميات في «غرفة ميما» هو وهم وخداعي للغاية، وأنه تم لعب رواية مكثفة. صنعت اليوميات المزورة والقاتلة المتسلسلة، التي تعتقد نفسها بأنها ميما صغيرة إلى الأبد شابة ورشيقة، كبش فداء للمطارد Me-Mania.
```

```
تقتل ميما Me-Mania بمطرقة للدفاع عن النفس عندما يحاول اغتصابها، ويهرب إلى دعمها الوحيد الذي تركته على قيد الحياة، مديرها الرومي. عندما تواجه Mima Rumi ، ومع ذلك، يرتدي مديرها نسخة طبق الأصل من CHAM's Mima! زي وغناء أغاني البوب ميما بجنون. الرومي هي في الواقع كاتب اليوميات الكاذبة، التي تعتقد أنها «ميما الحقيقية». الرومي غاضب من أن ميما كانت تدمر سمعة «ميما الحقيقية»، وتقرر حفظ صورة «البوب» البكر «ميما» من خلال نفس الوسائل التي كانت تستخدمها طوال الوقت: القتل. تمكنت ميما من عجز الرومي في الدفاع عن النفس بعد مطاردة في المدينة على الرغم من إصابتها بنفسها، على الرغم من أن ميما تنقذ رومي من الموت بعد أن خرجت أمام شاحنة قادمة. يظل الرومي خادعًا ومؤسسيًا بشكل دائم. نمت ميما من تجاربها وانتقلت إلى حياتها مع استقلالية وثقة جديدين.
```

## الشخصيات
- ميما كيريغو (霧越 未麻)

أداء صوتي: جونكو إيواو
- رومي (ルミ)

أداء صوتي: ريكا ماتسوموتو
- تادوكورو (田所)

أداء صوتي: شينباتشي تسوجي
- مامورو أوشيدا / مي مانيا (内田 守)

أداء صوتي: ماساكي أوكورا
- تيجيما (手嶋)

أداء صوتي: يوسكي أكيموتو
- تاكاو شيبويا (渋谷 貴雄)

أداء صوتي: يوكو شيويا
- ساكوراغي (桜木)

أداء صوتي: هيديوكي هوري
- إيري أوتشياي (落合 恵理)

أداء صوتي: إمي شينوهارا
- مورانو (村野)

أداء صوتي: ماساشي إبارا
- المخرج (監督)

أداء صوتي: كيويوكي يانادا
- يادا (矢田)

أداء صوتي: تورو فوروساوا
- يوكيكو (雪子)

أداء صوتي: إيميكو فوروكاوا
- ري (レイ)

أداء صوتي: شيهو نياما
- تاداشي دوي (土居 正)

أداء صوتي: أكيو سوياما
- مدير شام

## روابط خارجية
- الكمال الأزرق على موقع IMDb (الإنجليزية)
- الكمال الأزرق على موقع ميتاكريتيك (الإنجليزية)
- الكمال الأزرق على موقع الموسوعة البريطانية (الإنجليزية)
- الكمال الأزرق على موقع روتن توميتوز (الإنجليزية)
- الكمال الأزرق على موقع نتفليكس (الإنجليزية)
- الكمال الأزرق على موقع ألو سيني (الفرنسية)
- الكمال الأزرق على موقع Turner Classic Movies (الإنجليزية)
- الكمال الأزرق على موقع أول موفي (الإنجليزية)
- الكمال الأزرق على موقع بوكس أوفيس موجو (الإنجليزية)
- الكمال الأزرق على موقع فيلمافينيتي (الإسبانية)